# ビートルズ文化博物館
ビートルズ文化博物館（ビートルズぶんかはくぶつかん）は、兵庫県赤穂市にある私設博物館。
正式名称は、ビートルズ文化博物館<サロン・ド・グラスオニオン>。2016年5月に開館。

## 名称の由来
イギリス出身のロックバンド、ビートルズを「文化」として後世に伝えることを目的に、ビートルズ関連のグッズをコレクションしてきた岡本備によって開設された。「文化博物館」という名称はその点に由来する。また、「サロン・ド・グラスオニオン」は、ビートルズの楽曲『グラス・オニオン』に由来する。

## 展示内容・コンセプト
岡本のコレクション約2万点のうち、約300点が展示されている。コレクションには、レコードやポスター、書籍や人形、オブジェなどがある。岡本はデザイナーを本職としており、ビートルズへの思いやエピソード、社会的影響などを題材としたアートポスターをテーマを決めて定期的に6枚ずつ制作し、そのテーマに沿ったグッズとともに館内のショーケースに展示している。館内ではビートルズ関連の文献の閲覧も可能である。
博物館は、「ビートルズを世界無形文化遺産にする国際会議」の本部でもある

## アクセス
- 赤穂線播州赤穂駅から南に徒歩10分。花岳寺の付近にある。